# Jackie Henderson
John Gillespie „Jackie” Henderson (Glasgow, 1932. január 17. – Poole, Anglia, 2005. január 26.) skót labdarúgócsatár.
A skót válogatott tagjaként részt vett az 1954-es labdarúgó-világbajnokságon.